# Draco Malfidus
Draco Malfidus (Engels: Draco Malfoy) is in de Harry Potterboeken van J.K. Rowling de zoon van Lucius Malfidus en Narcissa Malfidus-Zwarts.
Hij is een volbloed tovenaar en leerling aan Zweinstein in de afdeling Zwadderich. Zijn ouders zijn enorm rijk en wonen in een landhuis. Hij wordt neergezet als een vals en sluw personage en maakt vaak schampere opmerkingen naar anderen toe. Al vanaf de eerste schooldag is hij de gezworen vijand van zijn jaargenoot Harry Potter. Malfidus is bevriend met Vincent Korzel en Karel Kwast en lijkt het lievelingetje van Professor Sneep, de leraar Toverdranken, te zijn.

## Verschijning

### De eerste drie boeken
Draco Malfidus verschijnt voor het eerst in de boeken wanneer hij en Harry samen gemeten worden voor een schooluniform, bij Madame Mallekin, een kledingwinkel aan de Wegisweg. Malfidus realiseert zich niet dat de jongen in de winkel Harry Potter is - een kind wiens ouders zijn vermoord toen hij één jaar was door de Duistere tovenaar Heer Voldemort - en knoopt een gesprek met Harry aan. Harry ergert zich aan de arrogantie van Draco, want hij vraagt of zijn ouders wel van "onze soort" (volbloed tovenaars) zijn. Ook beweert Draco dat "de andere soort" (Dreuzeltelgen) eigenlijk niet zou mogen worden toegelaten op Zweinstein. Dan ontmoeten ze elkaar weer in de Zweinsteinexpres en Draco beledigt de familie van Ron Wemel. Harry weigert vrienden te worden met Draco, en hierbij start hun rivaliteit. Volgens Rowling wilde Malfidus Harry's vriend worden "omdat het cool was bevriend te zijn met Harry Potter, omdat hij zo beroemd is". Hoe dan ook, Harry wilde Draco's vriend niet zijn omdat hij onbeleefd was geweest tegen Hagrid (op de Wegisweg) en tegen Ron. De Sorteerhoed raakt zijn hoofd amper, en deelt Draco in in Zwadderich; daar wordt hij het lievelingetje van de professor Toverdranken en Afdelingshoofd, Severus Sneep. Draco probeert Harry van school te laten verwijderen door hem mee te laten doen in een duel, om middernacht. Malfidus bracht Argus Vilder op de hoogte, maar zijn plan mislukte toen Harry toch kon ontsnappen.
In Harry Potter en de Geheime Kamer wordt Draco de nieuwe Zoeker in het Zwerkbalteam van Zwadderich, nadat zijn vader, Lucius Malfidus, nieuwe Nimbus 2001 bezemstelen aan het team had gedoneerd. Wanneer Hermelien Griffel opmerkt dat het Griffoendor-team  is gekozen door hun talent en niet door omkoping, noemt Draco haar een Modderbloedje. Dit roept verontwaardigde reacties op bij de overige aanwezigen, behalve bij Hermelien en Harry, die zijn opgevoed door Dreuzels en niet weten wat het betekent. Door zijn haat tegen Dreuzeltelgen vermoeden Harry, Ron en Hermelien dat Malfidus de Erfgenaam van Zwadderich is, die recentelijk de Geheime Kamer heeft geopend. Harry en Ron nemen door Wisseldrank te gebruiken de vorm van Korzel en Kwast aan, en gaan de leerlingenkamer van Zwadderich in om informatie te verzamelen. Ze komen er hierbij achter dat Draco niet de Erfgenaam van Zwadderich is.
Tijdens de eerste les Verzorging van Fabeldieren van Hagrid in Harry Potter en de Gevangene van Azkaban valt de hippogrief Scheurbek Draco aan, omdat hij faalt in het protocol om een Hippogrief te begroeten. Hierbij beledigt hij de Hippogrief. Hij overdrijft zijn blessure om Zwadderich  een kans te geven de Zwerkbalwedstrijd tegen Griffoendor te laten uitstellen tot het einde van het jaar en om Hagrid te laten ontslaan. Hermelien slaat Draco wanneer hij Hagrid bespot.

### Vierde en vijfde boek
Nadat Harry onverwacht is gekozen als Toverschool Kampioen in Harry Potter en de Vuurbeker, heeft Draco een "Carlo is zó"-badge gemaakt, en wanneer hij er op drukt wordt de zin vervangen door "Potter is prut". Wanneer Draco vraagt of Hermelien ook zo'n badge wil, zegt hij erbij dat ze zijn hand niet vuil moet maken, omdat hij ze net gewassen heeft (doelend op het feit dat Hermelien een Dreuzeltelg, dus een Modderbloedje, is). Draco en Harry vuren tegelijk spreuken af, die Kwast en Hermelien raken. Draco geeft ook vaak valse informatie over Harry en Hagrid aan Ochtendprofeet-journaliste Rita Pulpers. Wanneer Draco Harry in de rug wil aanvallen, transfigureert de professor Verweer tegen de Zwarte Kunsten Alastor Dolleman (eigenlijk Barto Krenck Jr., in de gedaante van Dolleman door Wisseldrank) Malfidus in een fret en slaat hem op de grond. Draco verschijnt later in het boek met Patty Park op het Bal.
In Harry Potter en de Orde van de Feniks krijgt Draco het voor elkaar Harry en de tweeling Fred en George Wemel te laten verbannen uit het Zwerkbalteam van Griffoendor. Later wordt hij lid van het Inquisitie Korps van Dorothea Omber, wat hem een grote rol gaf in het verraad van de Strijders van Perkamentus. Als de SVP wordt verraden, krijgt Draco 50 punten voor Zwadderich wanneer hij Harry vangt en enkele leden gevangen houdt in het kantoor van Omber. Wanneer zijn vader en andere Dooddoeners naar Azkaban zijn gestuurd door de gebeurtenissen op het Departement van Mystificatie, probeert Draco tweemaal revanche te nemen op Harry. De eerste keer verhinderen Sneep en professor Anderling dit en de tweede keer, in de Zweinstein Express, vallen verschillende leden van de SVP Malfidus aan wanneer hij Harry opzoekt.

### Zesde boek
Door de arrestatie van Lucius als Dooddoener zijn de Malfidussen bij Voldemort uit de gratie. Narcissa Malfidus-Zwarts en Bellatrix van Detta-Zwarts bezoeken Sneep om te praten over een gevaarlijke taak die Voldemort, als wraak op de Malfidussen, in petto heeft voor Draco. Narcissa is erg bezorgd over haar zoon, en is (terecht) bang dat hij vermoord wordt als hij faalt. Sneep en Narcissa doen samen een Onbreekbare Eed, zodat Sneep Draco moet helpen met zijn taak, hem zal beschermen tegen elke prijs en als Draco faalt zijn missie volbrengen.
Onder de Onzichtbaarheidsmantel volgen Harry, Ron en Hermelien Draco en zijn moeder Narcissa Malfidus naar Odius & Oorlof, een winkel in de Verdonkeremaansteeg. Draco beveelt meneer Odius om een object te repareren, en een ander object te bewaren voor hem. Draco laat Odius iets zien op zijn arm, waarvan Harry denkt dat het zijn Duistere Teken moet zijn. In de Zweinsteinexpres bespioneert Harry Draco vanonder zijn onzichtbaarheidsmantel, en hoort hem discussiëren met de andere Zwadderaars over de taak die hij van Voldemort heeft gekregen. Draco heeft echter gemerkt dat Harry aanwezig is, en wanneer zij alleen in het compartiment zijn, Verlamt hij Harry en breekt zijn neus. Harry blijft alleen achter, maar wordt gevonden door Nymphadora Tops (in de film door Loena Leeflang). Later spendeert Harry zijn tijd vooral aan het volgen van Draco op de Sluipwegwijzer, maar verliest hem telkens uit het oog wanneer Draco de Kamer van Hoge Nood binnen gaat. Wanneer Katja Bell bijna wordt gedood door een vervloekte ketting in Zweinsveld en Ron wordt vergiftigd door het drinken van vergiftigde mede verdenkt Harry Draco.
In dit boek is Draco voor het eerst sinds hij geïntroduceerd werd in het eerste deel geportretteerd als een initiatiefnemende, vindingrijke jongen met doorzettingsvermogen. Hij gebruikt de Kamer van Hoge Nood veel. Alleen kan Draco niet zoals Harry terugvallen op zijn vrienden die hem helpen, dus werkt hij meestal alleen, afwijzend tegenover hulp vanuit zijn eigen cirkel, die hij al die tijd meer gezien en vooral gebruikt heeft als zijn ondergeschikten dan als zijn vrienden. Dit, en de realisatie wat hij moet doen, maakt hem erg bang en nerveus. Wanneer Harry het toilet van Jammerende Jenny inloopt, treft hij daar dan ook een huilende Draco aan. Draco vuurt de Cruciatusvloek af en Harry Sectumsempra, de spreuk uit het boek van de Halfbloed Prins. Deze spreuk, waarvan de werking onbekend was bij Harry, laat diepe wonden achter in het gezicht en de borst van Malfidus, wat leidt tot enorm veel bloedverlies. Sneep is gealarmeerd door het krijsen van Jenny en heelt Draco's wonden, waarna hij hem meeneemt naar de Ziekenboeg.
Aan het einde van het boek Ontwapent Draco een ernstig verzwakte Albus Perkamentus boven op de Astronomietoren. Nadat Draco hem heeft Ontwapend probeert Perkamentus hem, kalm redenerend als altijd, over te halen tot de goede zijde. Perkamentus vraagt Draco hoe hij het voor elkaar heeft gekregen Dooddoeners de school in te smokkelen. Draco biecht op dat hij de Verdwijnkast in de Kamer van Hoge Nood heeft gerepareerd, waarvan het andere deel (een Verdwijnkast bestaat altijd uit twee delen) bij Odius & Oorlof staat. Draco is terughoudend om Perkamentus te vermoorden en hij laat zijn toverstok zelfs iets zakken. Dan komt Sneep binnen en vermoordt Perkamentus. Samen met Draco vlucht hij uit Zweinstein. Tijdens het gesprek met Perkamentus kwam aan het licht dat Draco een onzekere jongen was, niet in staat en niet slecht genoeg om iemand in koelen bloede te vermoorden. Hij ging gebogen onder het bevel van Voldemort en de angst om samen met zijn ouders vermoord te worden. Harry, ernstig geschrokken van zijn incident met Draco in het toilet van Jammerende Jenny, voelt medelijden, vermengd met afkeur.
Tijdens een interview in 2005 onthulde Rowling dat ze er van genoten had Draco te beschrijven in dit boek, en dat het personage een stuk volwassener was geworden.

### Laatste boek
De Malfidussen blijven aarzelend volgelingen van Voldemort, die nu hun landhuis gebruikt als hoofdkwartier. Draco aanschouwt daar de moord op de professor Dreuzelkunde, Clothilde Bingel. Wanneer Harry, Ron en Hermelien gevangen zijn genomen in Villa Malfidus, wordt aan Draco gevraagd of hij hen wil identificeren. Het drietal is compleet onherkenbaar en Draco antwoordt met "Het zou kunnen." Tijdens de succesvolle ontsnapping uit Villa Malfidus, onder leiding van de huiself Dobby, berooft Harry Draco van zijn toverstok.
Wanneer Harry, Ron en Hermelien aan het zoeken zijn naar de diadeem van Rowena Ravenklauw in de Kamer van Hoge Nood, zijn Draco, Korzel en Kwast er ook. Zij hebben de taak Harry levend te pakken te krijgen. Korzel weigert nog langer te luisteren naar Draco en wil het trio doden door middel van Duivelsvuur. Hij is echter niet in staat de spreuk onder controle te krijgen en komt om het leven. Het trio redt Malfidus en Kwast. Tijdens de Slag om Zweinstein wordt Draco gezien met een Dooddoener die hem dreigt te vermoorden. Weer wordt Draco gered door Harry en Ron. Draco krijgt een stomp in zijn gezicht van Ron onder de Onzichtbaarheidsmantel hiervoor.
Rond deze tijd werd bekend door de Hersenpan dat Perkamentus wist dat hij stervende was, omdat hij vervloekt was door de ring van Voldemort. Om Draco te sparen van het lot om voor eeuwig een moordenaar te zijn, regisseerde Perkamentus zijn eigen dood samen met Severus Sneep. De opdracht van Voldemort was bedoeld om Draco te laten sterven en zo Lucius te straffen voor zijn mislukte optreden om de profetie te pakken te krijgen op het Ministerie van Toverkunst.
Draco komt niet echt voor in de laatste ontmoeting tussen Harry en Voldemort. Toch beïnvloedt hij de uitkomst. Wanneer Harry is getroffen door de Avada Kedavra vloek, vraagt Voldemort aan Narcissa om te bevestigen dat Harry echt dood is. Narcissa voelt een hartslag maar liegt tegen Voldemort, wetende dat ze dan haar zoon mag gaan zoeken in Zweinstein. Uiteindelijk komt aan het licht dat Draco de ware meester van de Zegevlier werd, toen hij Perkamentus Ontwapende op de Astronomietoren. Draco heeft de stok alleen nooit in zijn bezit gehad. De Zegevlier kiest de tovenaar die de vorige eigenaar verslaat. Nadat Harry de toverstok van Draco stal, in Villa Malfidus, werd Harry de ware meester van de Zegevlier. Dit voorkwam dat Voldemort de stok kon gebruiken met volle kracht. Het is Narcissa's leugen aan Voldemort omtrent Harry's dood waardoor de Malfidussen gevangenschap in Azkaban voorkomen.

## Epiloog
In de epiloog is Draco getrouwd en heeft een jonge zoon, Scorpius Hyperion Malfidus. Rowling onthulde dat Draco was getrouwd met Astoria Goedleers, de jongere zus van zijn jaargenote uit Zwadderich, Daphne Goedleers. Draco was wat kalend, wat zijn gezicht nog puntiger maakte. Hoewel ze geen vrienden zijn, is zijn haat jegens Harry afgenomen. Wanneer hij Harry, Ron, Hermelien en Ginny ziet op King's Cross Station, geeft hij hen een kort knikje. Hij woont met zijn familie in Villa Malfidus en brengt zijn tijd door met het onderhouden van de collectie duistere spullen van zijn vader en met alchemie. De gebeurtenissen hebben hem en zijn vrouw Astoria dusdanig veranderd dat ze hun zoon een goede opvoeding gaven, in plaats van de volbloed-suprematie die Draco aangeleerd werd.

## Filmweergave
Tom Felton speelde de rol van Draco Malfidus in alle acht films. Eerst deed hij auditie voor de rol van Harry Potter en Ron Wemel. Nadat hij meer boeken van Harry Potter had gelezen kwam hij daar op terug en vertelde dat hij meer zag in de rol van Draco.
Malfidus groeide door Feltons optreden in de films uit tot een van de populairste personages, tot Rowlings spijt zeer geliefd bij meisjes: "Ik probeer onderscheid te maken tussen Tom Felton, die een goeduitziende jongeman is, en Draco, die, hoe hij er ook uitziet, geen aardige man is. Het is een romantisch, maar ongezond beeld, en jammer genoeg een waanbeeld voor meisjes... het verontrust me om te zien hoe meisjes een imperfect personage aanbidden. Ik begrijp de psychologie er achter, maar het is ongezond." Rowling gaf toe dat Malfidus "zeker stijl heeft" in de films.

## Karakterisering

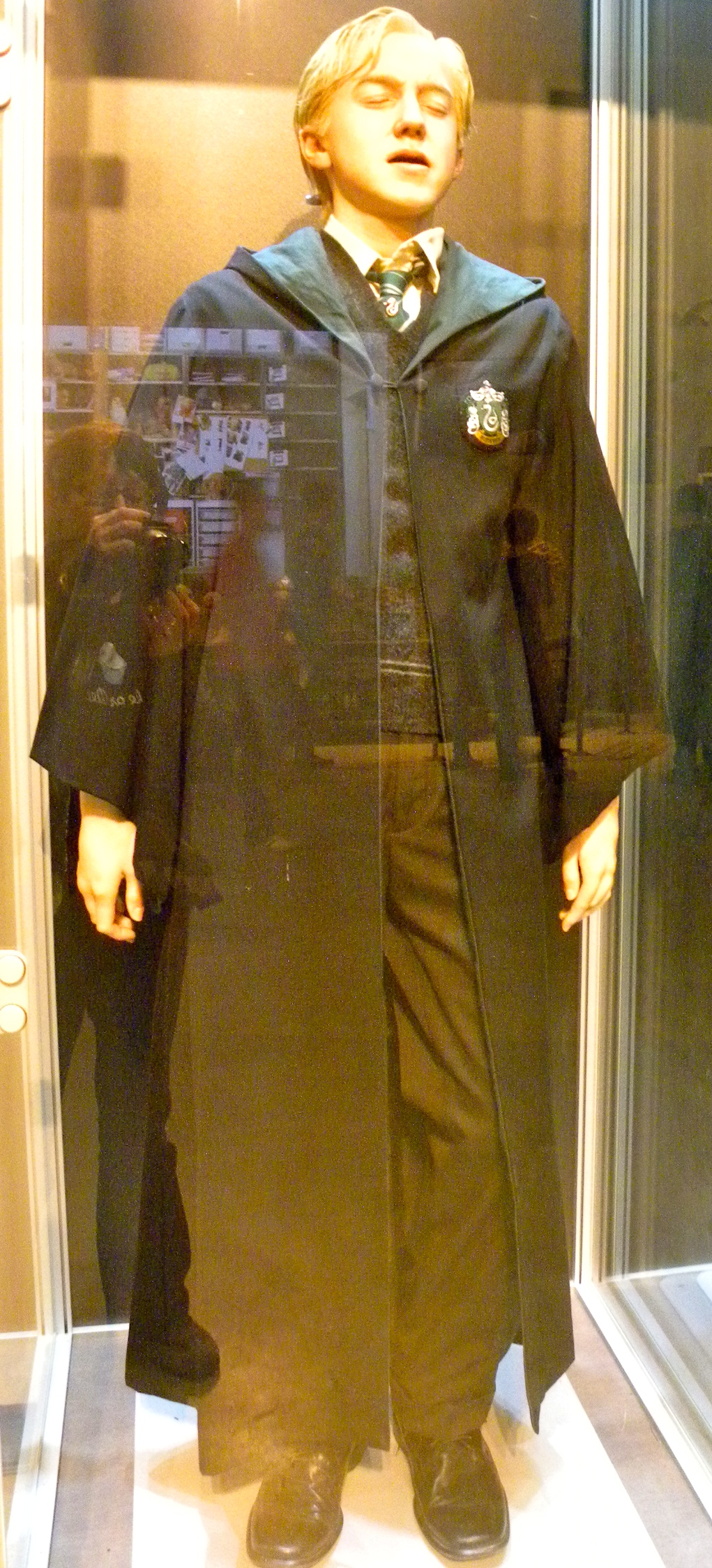

### Uiterlijk
Draco is een lange, slanke jongen met een bleek, puntig gezicht, sluik witblond haar en steengrijze ogen.

### Persoonlijkheid
Draco valt zijn vijanden liever psychologisch aan dan lichamelijk. Zijn elitaire opvoeding wordt vaak als wapen gebruikt om iemand die minder welvarend is dan hijzelf, zoals Ron Wemel, aan te vallen. Hij beledigt ook Hermelien Griffel door haar "Modderbloedje" te noemen, een term die, zoals Hagrid zei, in een beschaafd gesprek niet voorkomt. Zoals Rowling zei in 1999: "Hij is een onverdraaglijke pestkop, en zoals ik zei, in de meest verfijnde zin weet hij mensen te raken."
Tijdens een interview in juli 2005 voegde Rowling eraan toe dat Draco nooit wroeging heeft van zijn daden.
Draco was, net als Dirk Duffeling, geïndoctrineerd door zijn ouders' verwachtingen. Rowling zei daarop: "Op het moment waarop Draco kreeg wat hij dacht dat hij wilde, een Dooddoener worden, en een missie krijgen van Heer Voldemort, zoals in Harry Potter en de Halfbloed Prins, haalde de realiteit hem in, omdat zijn droom zo anders was." Rowling heeft ook verklaard dat er lafheid in Draco zat, en dat hij niet helemaal kwaadaardig was.

### Magische kwaliteiten
In de boeken is Draco neergezet als een sluwe, capabele jonge tovenaar. In zijn tweede jaar produceert hij een Tarantallegra-vloek tegen Harry, een vloek die gebruikt werd door de Dooddoener Antonin Dolochov in het vijfde boek. Ook gebruikte hij de Serpensortia spreuk in zijn tweede jaar. Deze spreuk gebruikt Voldemort tijdens zijn gevecht met Perkamentus in boek vijf, en Sneep tegen Anderling in het zevende boek. Zijn personage ontwikkelt verder in het zesde boek, waar hij samen met enkele andere studenten het gevorderde niveau haalt om verder te gaan met Toverdranken. Draco beheerst ook Occlumentie, wat hij heeft geleerd van zijn tante Bellatrix van Detta. De toverstok van Draco is precies 25,4 centimeter, gemaakt van meidoornhout met de kern van de haar van een eenhoorn. Volgens Olivander is de toverstok "redelijk soepel".
Op de vraag wat de Patronus van Draco is, antwoordde Rowling dat Draco deze spreuk aan het eind van het zesde boek niet onder de knie had, omdat het geen magie is die over het algemeen gedoceerd wordt aan Zweinstein.

## Familie Malfidus
De familie Malfidus is een van de weinig overgebleven volbloed tovenaarsfamilies in de Harry Potter boeken. Anti-Dreuzelschrijver Brutus Malfidus is hun voorouder. Lucius Malfidus was een Dooddoener gedurende de Eerste en Tweede Tovenaarsoorlog. Hij trouwt met Narcissa Zwarts en krijgt samen met haar een zoon, Draco, die de eerste Malfidus is die geïntroduceerd wordt in de boeken. De Malfidussen zijn gerelateerd aan de familie Zwarts door Narcissa, een nicht van Sirius Zwarts, Harry's peetvader. Dit maakt Draco een neef van Bellatrix van Detta en Nymphadora Tops. Drie van Draco's grootouders zijn bekendgemaakt: Abraxas Malfidus, Cygnus Zwarts en Druella Roselier. Abraxas stierf voordat de boeken begonnen, en was een vriend van Hildebrand Slakhoorn. Draco is daarmee de erfgenaam van twee oude magische families. Villa Malfidus is een elegant landhuis in Wiltshire. Ze werden bediend door Dobby de huiself tot het einde van deel twee.
De peetvader van Harry: Sirius Zwarts is de neef van de moeder van Draco. 
De Malfidussen zijn gerespecteerd in de tovenaarswereld door de invloed van Lucius op het Ministerie van Toverkunst en op Zweinstein, vaak bemachtigd door donaties aan het Ministerie en het St. Holisto en zijn rol in het schoolbestuur van Zweinstein. Uit deze positie werd hij verheven in het tweede boek en in het vijfde boek werd hij opgesloten in Azkaban. Veel in de tovenaarswereld waren al op de hoogte van de steun van de Malfidussen aan Voldemort en de Duistere Kunsten. Draco gebruikt zijn elitaire status en de naam en invloed van zijn vader om voordelen te bemachtigen en anderen te kleineren. Lucius heeft ook aan omkoping en bedreigingen gedaan.
| Abraxas Malfidus |                 |                 |                 |                 |                 |                |                |                   |                 |                 |                 |                   |                   |                   |                   |                   |                   |
|                  |                 |                 |                 |                 |                 |                |                |                   |                 |                 |                 |                   |                   |                   |                   |                   |                   |
| Lucius Malfidus  | Lucius Malfidus | Lucius Malfidus | Lucius Malfidus | Lucius Malfidus | Lucius Malfidus |                |                | Narcissa Zwarts   | Narcissa Zwarts | Narcissa Zwarts | Narcissa Zwarts | Narcissa Zwarts   | Narcissa Zwarts   |                   |                   |                   |                   |
| Lucius Malfidus  | Lucius Malfidus | Lucius Malfidus | Lucius Malfidus | Lucius Malfidus | Lucius Malfidus |                |                | Narcissa Zwarts   | Narcissa Zwarts | Narcissa Zwarts | Narcissa Zwarts | Narcissa Zwarts   | Narcissa Zwarts   |                   |                   |                   |                   |
|                  |                 |                 |                 |                 |                 |                |                |                   |                 |                 |                 |                   |                   |                   |                   |                   |                   |
|                  |                 |                 |                 | Draco Malfidus  | Draco Malfidus  | Draco Malfidus | Draco Malfidus | Draco Malfidus    | Draco Malfidus  |                 |                 | Astoria Goedleers | Astoria Goedleers | Astoria Goedleers | Astoria Goedleers | Astoria Goedleers | Astoria Goedleers |
|                  |                 |                 |                 | Draco Malfidus  | Draco Malfidus  | Draco Malfidus | Draco Malfidus | Draco Malfidus    | Draco Malfidus  |                 |                 | Astoria Goedleers | Astoria Goedleers | Astoria Goedleers | Astoria Goedleers | Astoria Goedleers | Astoria Goedleers |
|                  |                 |                 |                 |                 |                 |                |                |                   |                 |                 |                 |                   |                   |                   |                   |                   |                   |
|                  |                 |                 |                 |                 |                 |                |                | Scorpius Malfidus |                 |                 |                 |                   |                   |                   |                   |                   |                   |